# Stadion Gwardii Katowice
Stadion Gwardii Katowice – nieużytkowany stadion piłkarski i lekkoatletyczny w Katowicach, położony u zbiegu ulic T. Koścuszki i A. Zgrzebnioka, na obszarze dzielnicy Brynów część wschodnia-Osiedle Zgrzebnioka. Powstał jako boisko klubu 1. FC Kattowitz, przejęte po II wojnie światowej przez Gwardię Katowice, a na przełomie lat 70. i 80. XX wieku zostało ono przebudowane.

## Historia

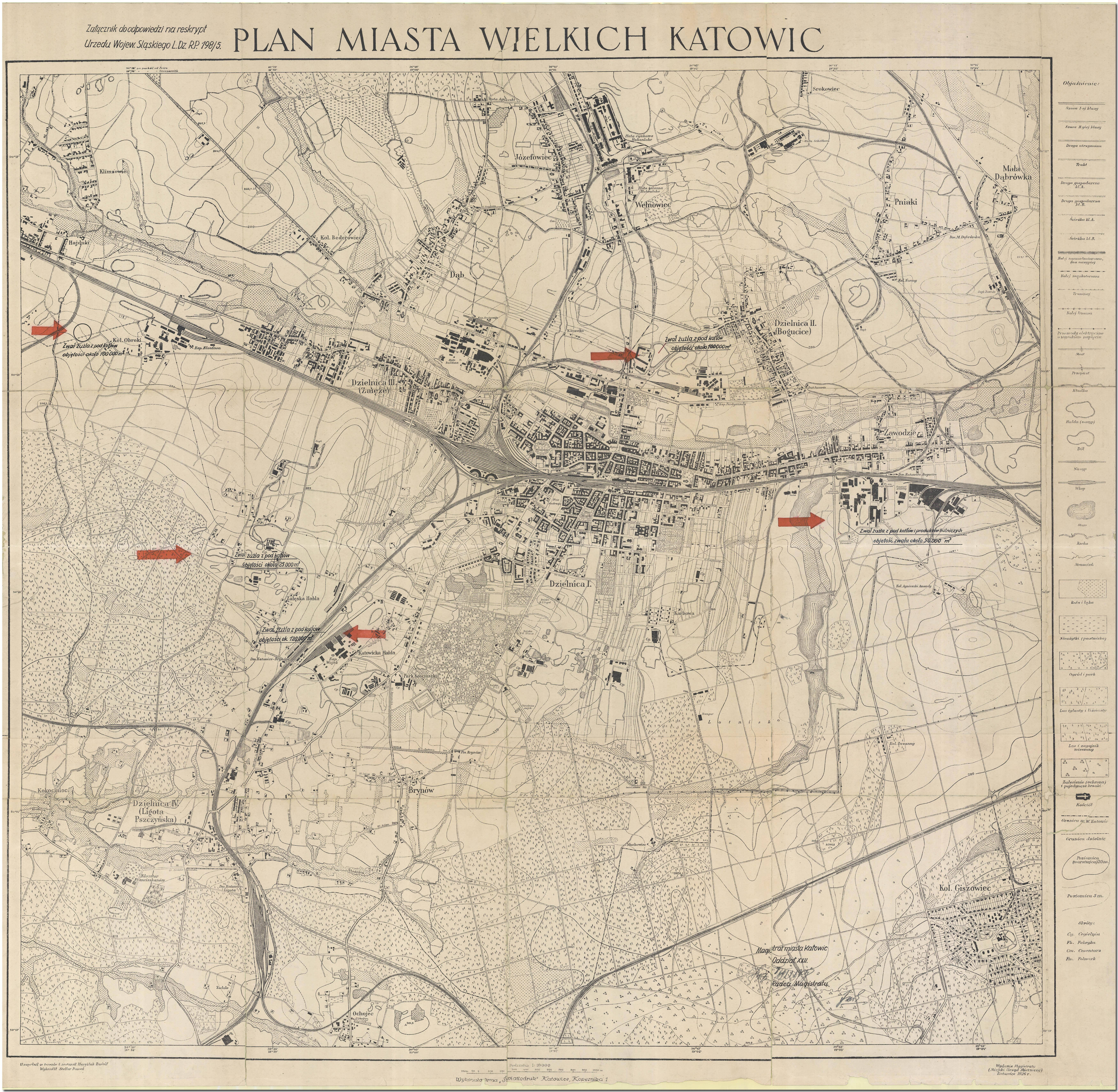
Plan miasta Katowice z 1926 roku; późniejszy stadion Gwardii Katowice, a wówczas boisko 1. FC Katowice, znajduje się na dole mapy, przy ulicy T. Kościuszki, oznaczone jako „Boisko F.C.I.”

Początki stadionu Gwardii Katowice sięgają lat 20. XX wieku. Wówczas to przy obecnej ulicy T. Kościuszki w Katowicach w 1920 roku powstało w sąsiedztwie strzelnicy Schützverein Kattowitz z 1911 roku boisko z zieloną murawą dla Erster Fußball-Club Kattowitz (1. FC Kattowitz). Mecze rozgrywały tu także Diana Katowice, a okazyjnie także Ruch Hajduki Wielkie.
1 lipca 1928 roku reprezentacja Polski w piłce nożnej rozegrała tu pierwszy międzypaństwowy mecz na Górnym Śląsku, w którym pokonała reprezentację Szwecji 2:1 przy obecności prawie 20 tys. kibiców. Był to jedyny mecz reprezentacji rozegrany na tym stadionie.
Gospodarz stadionu, 1. FC Katowice, był wspierany przez niemieckie organizacje i zakłady przemysłowe, przez co często dochodziło do antypolskich akcji organizowanych przez zawodników i kibiców zespołu. W kwietniu 1930 roku miasto Katowice nie przedłużyło klubowi umowy dzierżawy boiska, dlatego też zbudował dla siebie nowy obiekt na terenie Muchowca, otwarty w sierpniu 1934 roku.
Po 1930 roku boisko nazywano stadionem sportowym Wychowania Fizycznego i Przysposobienia Wojskowego. Po II wojnie światowej przeszło ono w posiadanie Wojewódzkiego Milicyjnego Klubu Sportowego (późniejsza Gwardia Katowice). Organizowano tutaj mecze, m.in. rugby, a w latach 60. XX wieku zawody hipiczne.
W latach 70. XX wieku na starym boisku Gwardii Katowice zaprojektowano stadion na 30 tys. osób z trybunami, pod którymi mieścić się miało m.in. zaplecze gastronomiczne, gabinety odnowy czy szatnie. Zaprojektowano także bieżnię lekkoatletyczną wyłożona tartanem i sztuczne oświetlenie. Planowano oddać stadion do użytku pod koniec 1982 roku, a obiekt ten miał otrzymać GKS Katowice. Ostatecznie do tego nie doszło i przebudowany, nigdy niedokończony stadion pozostawał pusty.
Stadion już w połowie lat 90. XX wieku był zrujnowany. W 2000 roku przejęciem stadionu była zainteresowana Akademia Wychowania Fizycznego w Katowicach. Był on wówczas własnością miasta Katowice, a w późniejszych latach grunty zostały przekazane katowickiej AWF.
Planowano tam także budowę aquaparku.
Do pomysłu zagospodarowania terenów po stadionie Gwardii Katowice wrócono w październiku 2018 roku, kiedy to Akademia Wychowania Fizycznego im. Jerzego Kukuczki w Katowicach zapowiedziała projekt pod nazwą „Katowice Sports Valley”. W miejsce stadionu miało powstać boisko lekkoatletyczne, a prace budowlane miały trwać pierwotnie w latach 2022–2023. Projekt ten w połowie października 2022 roku pozostawał na etapie prac projektowych.

## Charakterystyka
Stadion Gwardii Katowice położony jest w pobliżu skrzyżowania ulic Tadeusza Kościuszki i Alfonsa Zgrzebnioka w Katowicach, na terenie dzielnicy Brynów część wschodnia-Osiedle Zgrzebnioka, naprzeciwko parku im. Tadeusza Kościuszki.
Powstał jako obiekt piłkarski z bieżnią lekkoatletyczną i posiadał trybuny ziemne mogące pomieścić 30 tys. widzów. Według stanu z 2022 roku jest on opuszczony i zaniedbany.
Grunty stadionu według stanu z 2018 roku należą do Akademii Wychowania Fizycznego im. Jerzego Kukuczki w Katowicach.

## Galeria

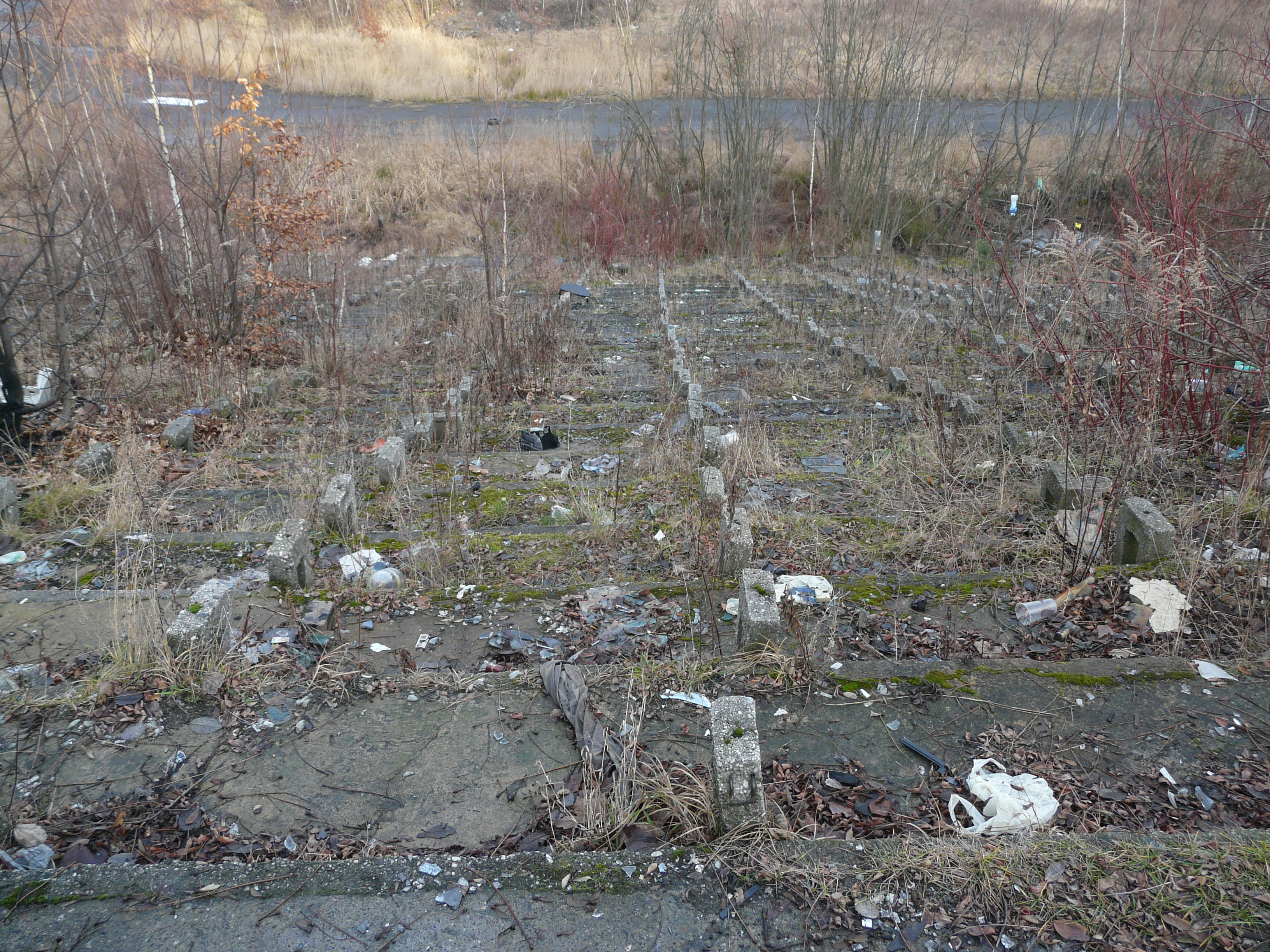
Pozostałości trybun (2014)
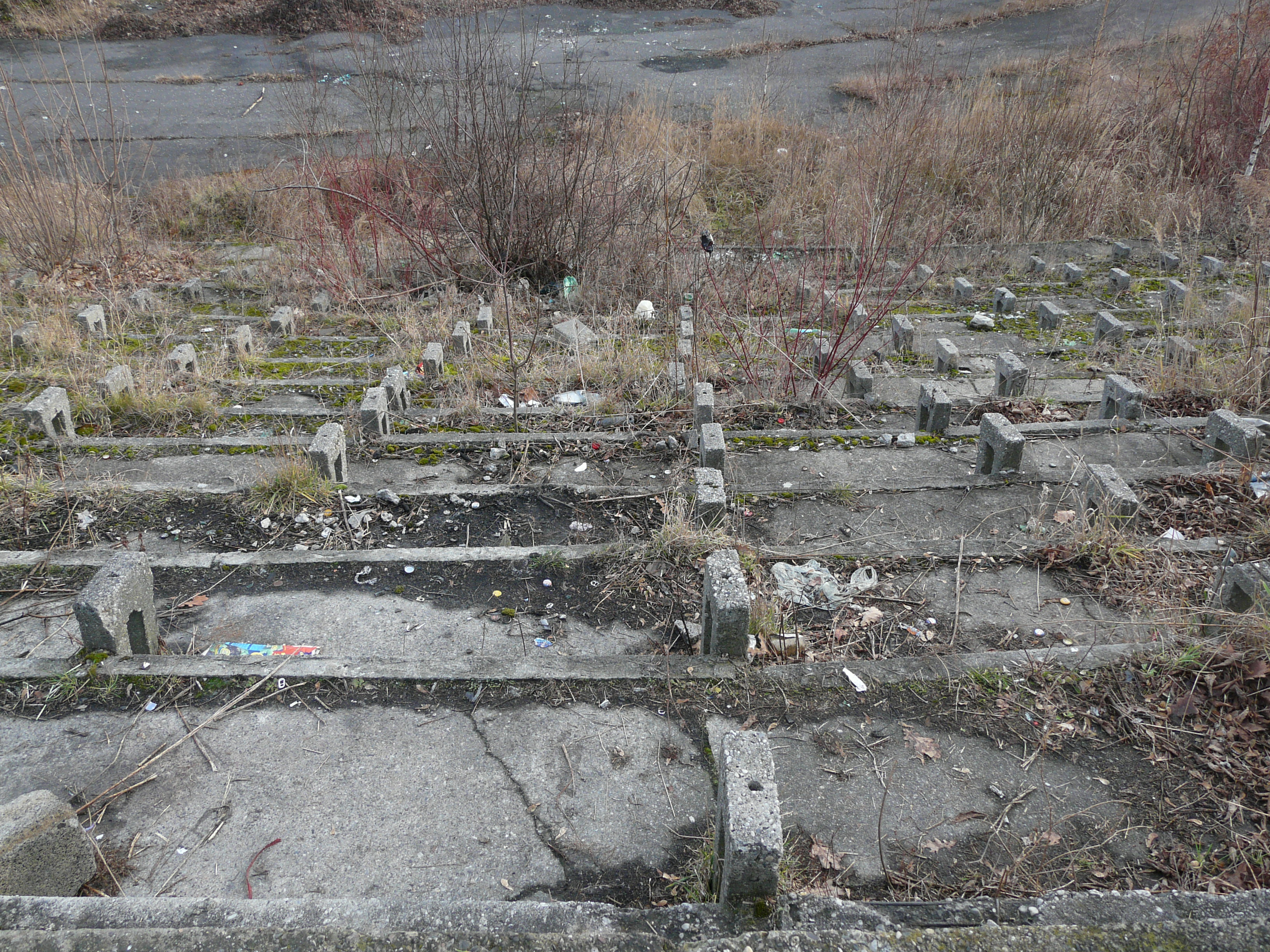
Pozostałości trybun (2014)
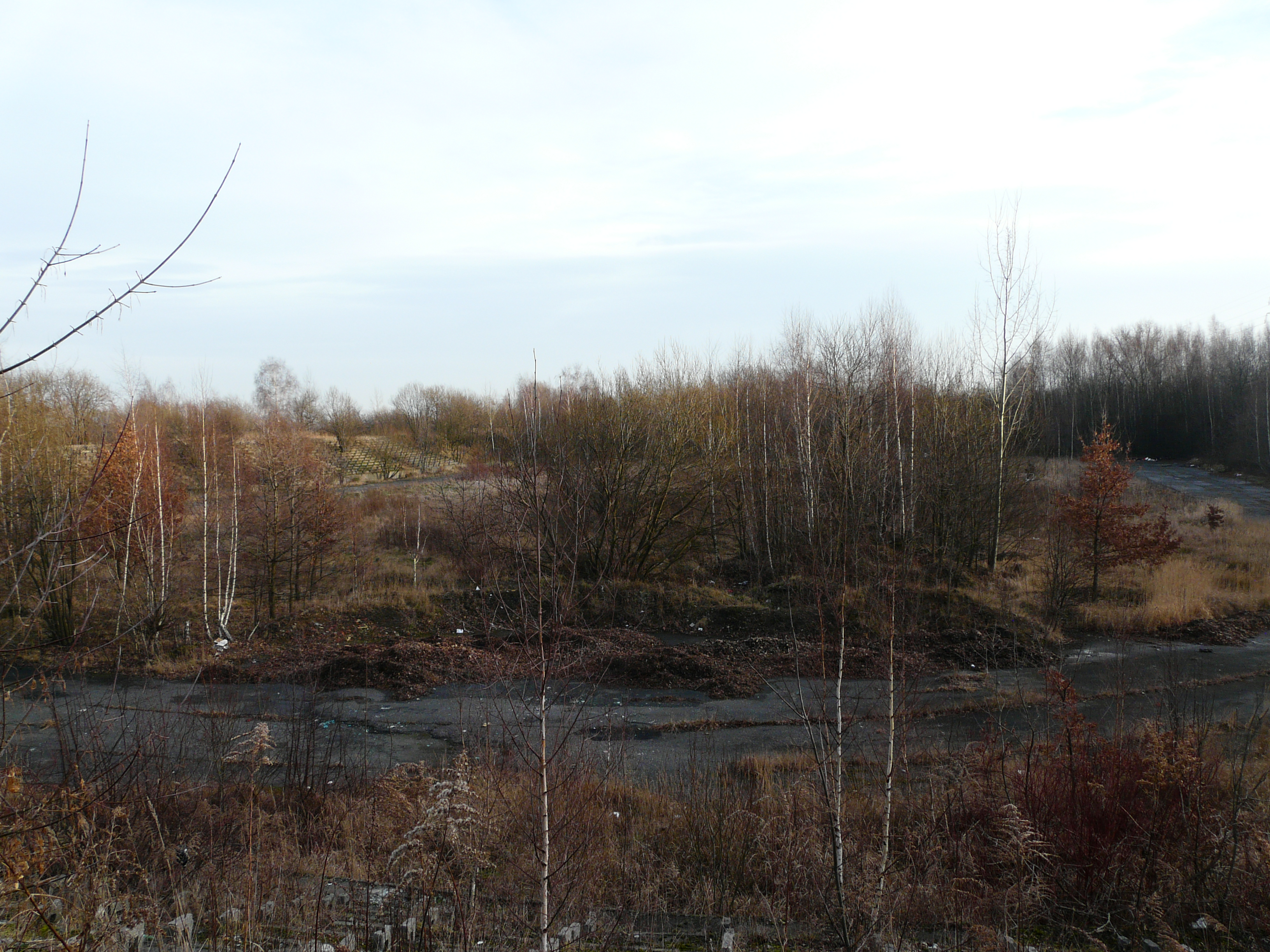
Widok na boisko (2014)
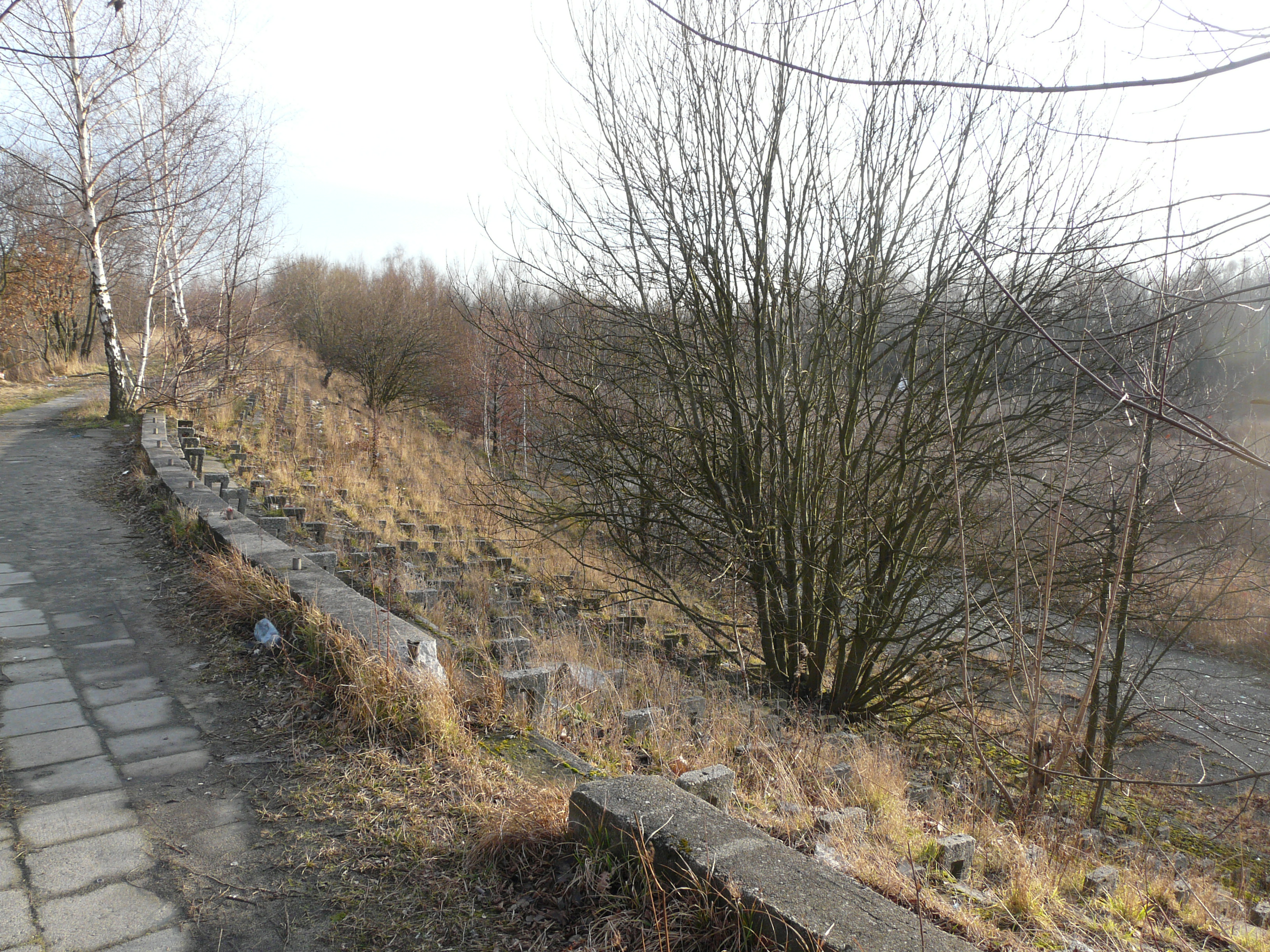
Pozostałości trybun (2014)
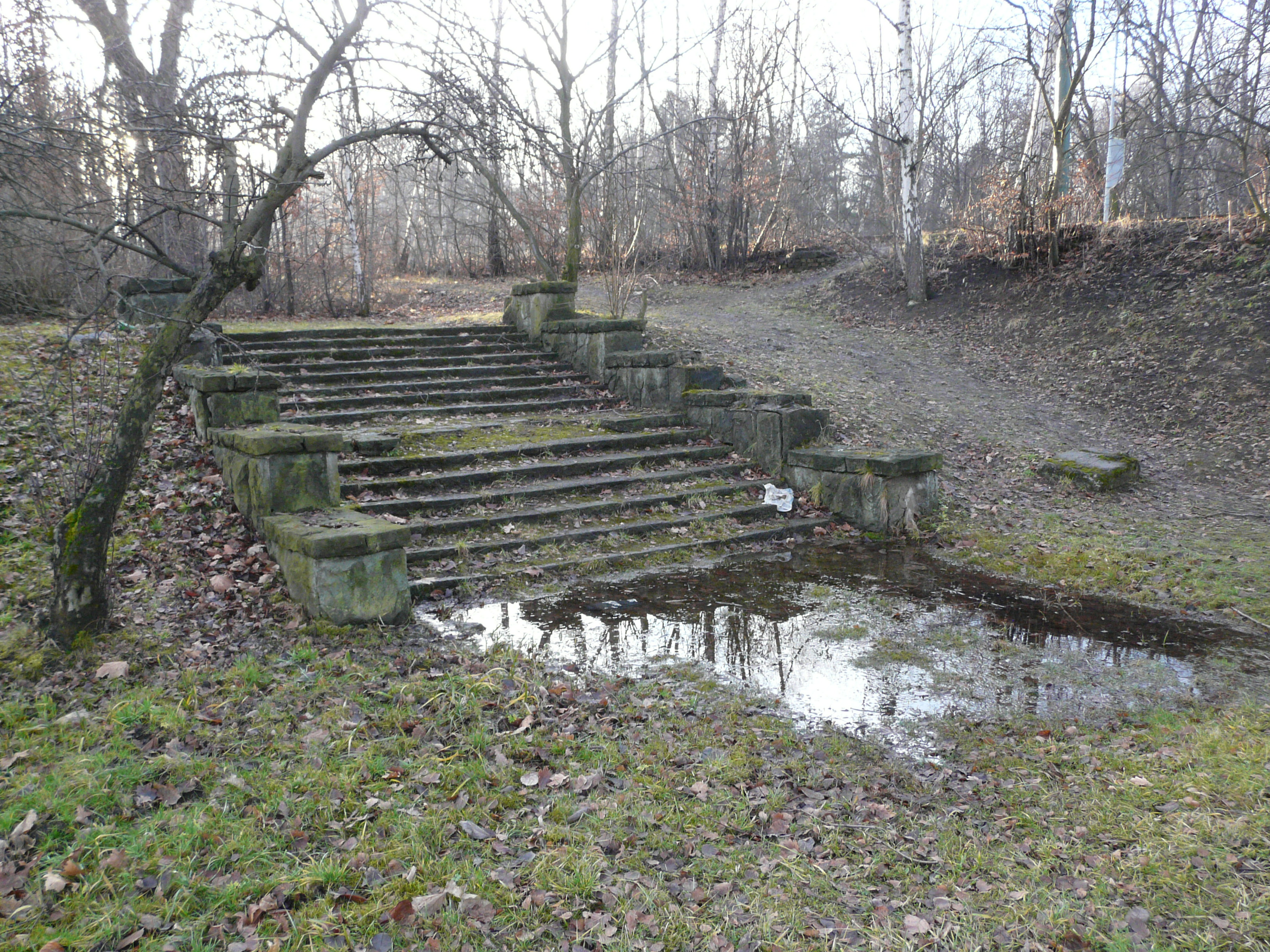
Schody zewnętrze (2014)